# Az unoka
Az unoka 2022-ben bemutatott magyar thriller-filmdráma, melyet Deák Kristóf írt és rendezett. A főbb szerepekben Blahó Gergő, Jordán Tamás, Jászberényi Gábor, Döbrösi Laura, Bárdos Judit, Pogány Judit, Papp János és Hámori Ildikó látható.
2022. január 6-án mutatták be a mozikban.

## Cselekmény
|  | Alább a cselekmény részletei következnek! |

A film főhőse Rudi, egy átlagos telemarketinges irodista fiú, aki különlegesen jó kapcsolatot ápol életvidám nagyapjával. Egyik este a nagypapa váratlan telefonhívást kap, amelyben egy rendőrként bemutatkozó illető közli vele, hogy Rudi autóbalesetet szenvedett, eszméletlen, és mivel nem volt felelősségbiztosítás az autóján, ezért a baleset másik alanya, egy méregdrága luxusautó tulajdonosa várhatóan feljelentést fog tenni. De mindez elkerülhető, ha megtérítik a kárt - a telefonáló több millió forintot és ezer eurót csal ki tőle, és közli, hogy egy lezárt borítékban adja át a hamarosan érkező kolléganőjének. A nagypapa így is tesz, sőt a végén az óráját is átadja a nő unszolására. Percekkel később megérkezik az ép és egészséges Rudi, a nagypapa teljes döbbenetére.
Elmennek a rendőrségre feljelentést tenni, de semmi jót nem ígérnek. Másnap a nagypapa kórházba kerül - Rudi itt veszi észre, hogy hiányzik az órája, ami régi családi ékszer, ugyanis még a dédapja kapta ajándékba egy háborús hőstettért. Megszerzi a házfelügyelőségtől a kamerafelvételeket, amelyen látható a nő, aki elvitte a pénzt és az órát, de a rendőrség közli, hogy ez alapján se fognak tudni előrébb jutni. Rudi úgy dönt, hogy elkezd maga nyomozni az ügyben, és az óra nyomába indul, sikertelenül. Ezután elmegy egy unokázós csalás áldozatainak szóló terápiás csoportba segítségért, ahol felfedezi, hogy a terápiás ülések után esténként az öregek részegen lövöldözéssel vezetik le a feszültséget. Mindenesetre kap tőlük egy tippet: egy SIM-kártyákkal és marihuánával feketéző fiatalemberrel veszi fel a kapcsolatot, aki előtt megjátssza, hogy rendőr, és erélyes fellépésével eléri, hogy megkapja a beszállítója elérhetőségét. Közben nagyapja állapota romlik, és a korábbi ígéretekkel ellentétben nem engedik haza a kórházból.
Rudi elmegy egy telefonszaküzletbe, ahol egy Szimonidesz nevű illetőtől vesz SIM-kártyákat, és a nő fényképét felhasználva azt kéri, hogy kapcsolja őket össze egy üzlet reményében. Hamarosan be is jelentkezik nála a csaló, akivel elhiteti, hogy unokázós csalások potenciális áldozatainak adatait tudná neki eladni, és egy találkozót kér tőle aznap estére. Megszerzi kolléganője, Zsuzsi beléptetőkártyáját, hogy este visszamehessen a munkahelyére és a számítógépéről kinyerhesse a telemarketing során felhasznált telefonszámokat. Majdnem lebukik, de még idejében sikerül megszöknie.
Aznap este a megbeszélt helyen a férfi helyett a korábban rendőrként bemutatkozott nő jelenik meg, aki tesztképpen ki is próbálja az egyik számot, sikeresen. Meg akarja venni a listát, de Rudi nem hajlandó vele üzletelni, hanem a férfival akar találkozni. Az utolsó pillanatban a nyomában járó Zsuzsi váratlanul megzavarja őket, mire a nő kereket old. Zsuzsi először dühödten reagál, mert emiatt mindannyian bajba kerülhetnek, de megismerve a történetét, empatizálni kezd Rudival, és telefonon próbálják utolérni az összes idős embert, mindhiába, már valamennyiüket kifosztották. Az utolsó ember, akit nem tudtak utolérni, éppen akkor adja át a csalónak a pénzt, amikor Rudi odaér. Követni kezdi az autójával, egészen a házáig, és a kocsiban éjszakázik. Mikor az illető másnap elindul, követni kezdi a 112-es buszt, amivel utazik és döbbenten látja meg az illető kezén a nagyapja óráját. Úgy hiszi, hogy újabb unokázós csalásra készül, ám kiderül, hogy valójában a bűnöző a saját anyjához érkezett mosatni és ebédelni. Ha ez még nem lenne elég, az anyját is épp arra oktatja ki, hogy ne dőljön be az unokázós csalásoknak.
Zsuzsit felkeresi két nyomozó, akik Rudi után nyomoznak az előző esti hívogatások kapcsán, de alibit szolgáltat neki. Közben Rudi tovább követi az illetőt, aki egy sötét sikátorban megtámadja őt és helybenhagyja - a kezén viszont már nincs ott az óra. Kórházba kerül, ahol először találkozik Zsuzsival, aki közli vele, hogy álljon le, majd ugyanitt a terápiás csoport öregeivel is. Az öregek egyike, Gyuri bácsi azt tanácsolja neki, hogy ha tovább akarja folytatni a magánakcióját, ügyesebbnek kell lennie, ezért megtanítják őt is lőni. Másnap úgy dönt, hogy a gazfickó anyján keresztül lép vele kapcsolatba: elmaszkírozza magát és segítőkészen lép fel Anci mama felé. Feljutva a lakására megtudja, hogy a támadóját Domának hívják, és egy fénykép alapján felfedezi azt is, hogy tettestársa, Vera, a menyasszonya. Távozás előtt még kimegy a vécére, ahol Doma szennyesében papírszeletekre bukkan, rajta nevekkel - és további kutakodás közben megtalálja az egyik fiókban a nagyapja óráját. Lelkendezve rohan vele vissza a kórházba, de a nagyapjának nem kell. Elárulja, hogy nem a dédapja kapta hőstetteiért az első világháborúban, hanem ő tett rá szert a második világháború alatt - egy halott ember karjáról vette le. Egész életében bűntudatos volt emiatt és szégyellte, hogy hazudnia kellett emiatt, de örül, hogy legalább az unokájának nem esett semmi baja. Nem sokkal ezután a nagypapa meghal, Rudi pedig teljesen összetörik, és nem akarja tovább folytatni az akciót. Gyuri bácsi azonban azt mondja neki, hogy nagyapja emlékére vigye véghez, amit elkezdett, és segít neki ebben. Pontosan ugyanolyan unokázós csalásos trükkel hívják fel Anci mamát, lépre csalva Domát. Az öregasszony lakására érve Rudi bemutatja neki, hogy rengeteg pénz volt elrejtve a számítógépében, majd elviszi őt magával - mire Doma és Vera odaérnek, már messze járnak. Míg Anci mamát biztonságba helyezi, Domát a Rózsa Művelődési Házba csalja, ahol pisztolyt fog rá és szembesíti a bűneivel. Hamarosan megérkeznek az elmaszkírozott öregek is fegyverrel, de Doma megszerzi az egyikük pisztolyát és lefegyverzi mindegyiküket. A pénzét követeli, lábon lőve Rudit, nem is sejtve, hogy mindezt Anci mama végighallgatta a fal másik oldaláról. Miközben Domát vonja kérdőre, Gyuri bácsi leüti a férfit hátulról, majd egy székhez kötözi. Gyuri bácsi azonban ezután meg akarja őt ölni, de sem Rudi, sem a többi öreg nem hajlandó gyilkolni. Az utolsó pillanatban Anci mama lesz az, aki közbelép, és ő lesz az, aki igazságot szolgáltatva feladja a fiát a rendőrségnek.
Az eseményeket követően Zsuzsi is megcsömörlik a telemarketing lélektelenségétől, és egy időseket segítő alapítvány diszpécsereként segít Rudival és az öregekkel együtt azért, hogy másokkal ne történhessen meg hasonló bűncselekmény.

## Szereplők
- Blahó Gergely – Rudi
- Jordán Tamás – Nagypapa
- Jászberényi Gábor – Doma
- Döbrösi Laura – Zsuzsi
- Bárdos Judit – Vera
- Pogány Judit – Anci mama
- Papp János – Gyuri bácsi
- Tordai Teri – Teri néni
- Horváth Lajos Ottó – Szimonidesz
- Hámori Ildikó – Icu néni
- Baranyi László – Béla bácsi
- Kertész Péter – Pista bácsi
- Mikó István – Vilmos bácsi
- Trócsányi Gergely – Iggy
- Hűvösvölgyi Ildikó – Anya
- Mertz Tibor – Apa
- Voith Ági – Zsóka néni
- Meszléry Judit – Apró néni
- Végh Péter – Mr. Zsolt
- Köles Ferenc – Jelinek nyomozó
- Keszég László – doki
- Szalay Kriszta – Márti
- Kőszegi Mária – Anita
- Bölkény Balázs – Főnök
- Ballér Bianka – Fiatal nyomozó
- Halász Aranka – szomszédasszony
- Markó-Valentyik Anna – Táncoktató
- Feczesin Kristóf – Dezertőr
- Csombor Teréz – Kofa

## Bemutató és bevételi adatok
A filmet eredetileg 2021 őszén vagy telén tervezték bemutatni, de végül 2022. január 6-ra tették át az időpontot.
A nézettségi adatok szerint 39 975 jegyet adtak el rá, ezzel az eredménnyel 64 125 499 Ft bevételt termelt a jegypénztáraknál.

## Díjak
- Stony Brook Film Festival, közönségdíj.[7]